# Groupe de NGC 2415
Le groupe de NGC 2415 comprend au moins neuf galaxies situées dans les constellations du Lynx et des Gémeaux. La distance moyenne entre ce groupe et la Voie lactée est d'environ 58,1 Mpc (∼189 millions d'al). 

## Membres
Le tableau ci-dessous liste les neuf galaxies du groupe indiquées dans l'article de A.M. Garcia paru en 1993.
| Nom      | Const.  | Class.          | Type                              | α (J2000.0)   | δ (J2000.0) | Vitesse radiale (km/s) | m            | Distance (Mpc) | Diamètre (kal) |
| -------- | ------- | --------------- | --------------------------------- | ------------- | ----------- | ---------------------- | ------------ | -------------- | -------------- |
| NGC 2415 | Gémeaux | Im?             | Irrégulière magellanique          | 07h 36m 56.7s | 35° 14′ 31″ | 3783 ± 5               | 12,4         | 58,0 ± 4,1     | 56             |
| NGC 2444 | Lynx    | S0 pec (Ring A) | Lenticulaire à anneau             | 07h 46m 53.0s | 39° 01′ 55″ | 4048 ± 17              | 13,2         | 61,9 ± 4,3     | 129            |
| NGC 2445 | Lynx    | Im pec (Ring B) | Irrégulière magellanique à anneau | 07h 46m 55.1s | 39° 00′ 55″ | 4002 ± 8               | 13,3         | 61,3 ± 4,3     | 177            |
| NGC 2476 | Lynx    | E?              | Elliptique                        | 07h 56m 45.2s | 39° 55′ 40″ | 3729 ± 18              | 12,6         | 57,3 ± 4,0     | 91             |
| NGC 2493 | Lynx    | SB0             | Lenticulaire                      | 08h 00m 23.6s | 39° 49′ 50″ | 3889 ± 14              | 12,0         | 59,7 ± 4,2     | 115            |
| NGC 2524 | Lynx    | S0/a            | Lenticulaire                      | 08h 08m 09.6s | 39° 09′ 27″ | 3917 ± 2               | 12,7         | 60,3 ± 4,2     | 79             |
| NGC 2528 | Lynx    | SAB(rs)b        | Spirale intermédiaire             | 08h 07m 24.8s | 39° 11′ 40″ | 3929 ± 1               | 12,6         | 60,5 ± 4,2     | 94             |
| UGC 3937 | Lynx    | SB?             | Spirale barrée                    | 07h 37m 35.2s | 35° 36′ 21″ | 4000 ± 5               | 12,18 ± 0,02 | 61,2 ± 4,3     | 95             |
| UGC 3944 | Lynx    | Scd?            | Spirale                           | 07h 38m 36.5s | 37° 38′ 01″ | 3898 ± 4               | 12,60        | 59,7 ± 4,2     | 113            |

Le site DeepskyLog permet de trouver aisément les constellations des galaxies mentionnées dans ce tableau ou si elles ne s'y trouvent pas, l'outil du site constellation permet de le faire à l'aide des coordonnées de la galaxie. Sauf indication contraire, les données proviennent du site NASA/IPAC.